# HK Kuban Krasnodar
Kuban (håndboldklub) eller HK Kuban Krasnodar er en russiske kvinde-håndboldklub fra Krasnodar i Rusland. Kvindeholdet spiller til daglig i Ruslands kvindehåndbold Superligaen og blev i sæsonen 2016/17 placeret som nummer 3. Klubbens træner er Jevgenij Trefilov, som også er træner for det russiske kvindehåndboldlandshold. 
Klubben blev grundlagt i 1965 og spiller på deres hjemmebane i Olympus Arena med plads til 3.000.

## Resultater
- EHF Cup Winners' Cup
  - 1987, 1988
- Sovjetiske mesterskab
  - 1989, 1992

## Truppen 2017/18
| Målvogtere - 01 Viktorija Kalinina - 16 Irina Mikhaylyuta - 99 Victoria Samarskaya Fløjspillere RW - 07 Diana Golub - 23 Snezhana Makhneva - 24 Anna Efimkina LW - 04 Alexandra Davidenko - 08 Yana Savinova - 89 Jekaterina Fanina Stregspillere - 19 Jekaterina Matlashova - 55 Kseniya Karpacheva - 73 Valentina Goncharova | Bagspillere LB - 05 Lada Samoilenko - 11 Julija Golikova - 17 Liudmila Vydrina - 66 Jekaterina Barkalova CB - 31 Julija Nalivko - 57 Jaroslava Frolova - 88 Liubov Arishina RB - 10 Julija Gariaeva - 33 Milana Rzaeva - 87 Valentina Vernigorova |